# Sem Schlör

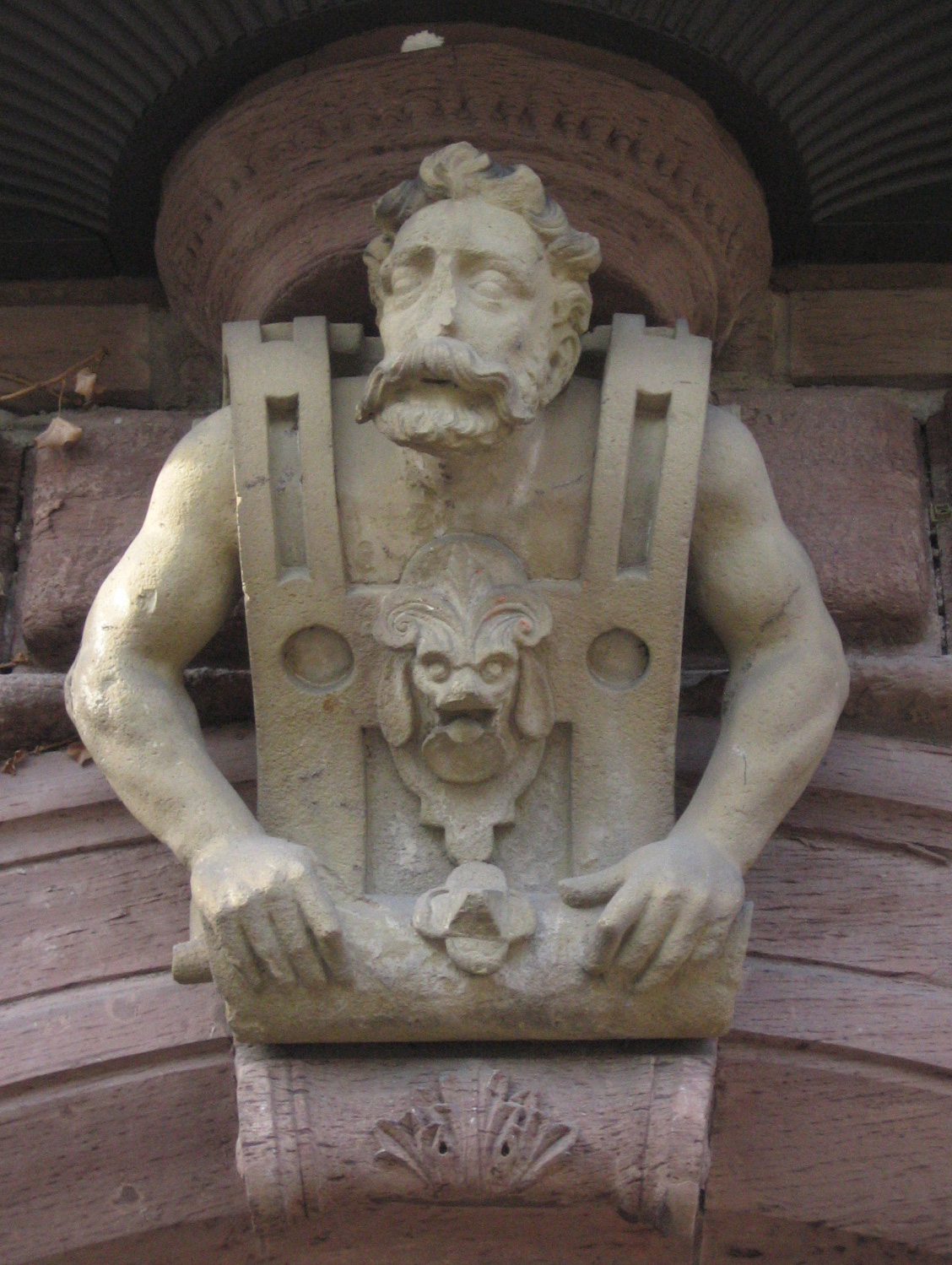
Lastträgerkonsole von Sem Schlör, um 1590.

Sem Schlör (* 1. Hälfte des 16. Jahrhunderts in Laudenbach; † 1597 oder 1598 in Schwäbisch Hall) war ein deutscher Bildhauer der Renaissance.

## Leben
Simon oder Sem Schlör, Schleer oder Schleher wurde in der 1. Hälfte des 16. Jahrhunderts in Laudenbach, wahrscheinlich Laudenbach bei Weikersheim geboren. Er hatte seine Werkstatt in Schwäbisch Hall und war Bürger der Stadt. Aus seinen drei Ehen gingen zahlreiche Kinder hervor. Schlör starb Ende 1597 oder Anfang 1598, wahrscheinlich in Schwäbisch Hall.
Ab etwa 1555 fertigte Schlör zahlreiche Epitaphe für adelige Familien in verschiedenen Gegenden Württembergs an. Außerdem führte er einige bedeutende Aufträge für die württembergischen Herzöge aus, darunter in Stuttgart die Apostel-Credo-Tafeln für die Schlosskirche und die Grafenstandbilder für die Stiftskirche.

## Werkauswahl
Werkverzeichnis: #Demmler 1910, Seite 179–182. Neben den Schlör eindeutig nachweisbaren Werken, existieren auch Zuschreibungen. So soll Sem Schlör auch das Epitaph des Conrad von Rosenberg († 1596) in der Johanneskirche in Gnötzheim geschaffen haben.
| Bild | Jahr      | Werk | Standort                                                             |
| ---- | --------- | --- | -------------------------------------------------------------------- |
|      | 1555      | Wandgrabmal des Friedrich von Sturmfeder († 1555) und seiner Frau Margareta von Hirnheim († 1558).                                                                                            | Oppenweiler, Kirche                                                  |
|      | 1559      | Epitaph von Agata von Schenczin († 1559). | Schwäbisch Hall, Michaelskirche, Südseite außen                      |
|      | 1562      | Epitaph von Katharina Ehrerin († 1562). | Schwäbisch Hall, Michaelskirche, Südseite außen                      |
|      | 1562–1563 | 12 Apostel-Credo-Tafeln, Relieftafeln zu den Artikeln des Apostolischen Glaubensbekenntnisses. Abbildung: Tafeln 7–12. → Weitere Abbildungen.                                                 | Stuttgart, Altes Schloss, Schlosskirche                              |
|      | 1563      | Steinkruzifix von Sem Schlör. Abbildung: Foto von 1910. | Neuhausen auf den Fildern, Friedhof, Aussegnungshalle                |
|      | 1563?     | 5 Relieftafeln als Altarverkleidung: 4 Evangelisten, Verklärung Jesu. | Stuttgart, Altes Schloss, Schlosskirche                              |
|      | 1565      | Grablege von Herzogin Sabina von Württemberg. | Tübingen, Stiftskirche                                               |
|      | 1570      | Tafel mit dem württembergischen Wappen von Herzog Christoph und dem Allianzwappen Baden-Brandenburg seiner Gemahlin Anna Maria von Brandenburg-Ansbach über dem Hauptportal am Schillerplatz. | Stuttgart, Altes Schloss                                             |
|      | 1576–1577 | Tischgrab des Albrecht von Hohenlohe-Langenburg. → Weitere Abbildungen. | Stuttgart, Stiftskirche, Chor                                        |
|      | 1578–1584 | 11 Standbilder der württembergischen Grafen. → Weitere Abbildungen. | Stuttgart, Stiftskirche, Chor                                        |
|      | 1586/1587 | Skulpturen des Neuen Lusthauses: - Simson mit den Stadttoren (Abbildung links) - Lastträgerkonsolen (Titelbild).                                                                              | Stuttgart, Städtisches Lapidarium / Villa Berg / Park der Villa Berg |

## Rezeption
August Wintterlin urteilte 1890 über Schlörs Werk:
„Schlör’s Gestalten sind immer flott gestellt oder gut gelegt und manchmal recht keck ausgehauen; im Zierbeiwerk entwickelt er viel Phantasie und Geschmack; er repräsentirt für jene Zeit mit seinen Werken in Württemberg mehr den fränkischen Kunstcharakter neben seinen schwäbischen Genossen Jos. Schmid in Urach, Jak. Woller in Schw.-Gmünd und Leonhard Baumhauer in Tübingen.“
Trotz grundsätzlicher Wertschätzung bemängelt Theodor Demmler 1910 Schlörs bisweilen oberflächliche Arbeitsweise:
„Die Befangenheit der Jugendwerke streift er rasch ab und mit jedem Auftrag wächst seine Fähigkeit, bildnerische Gedanken einfach, natürlich und treffend zu formulieren. Im Gegensatz zu manchen späteren erscheint er noch frei von Verirrungen des Geschmacks, solange man ihn mit dem Maßstab deutscher Renaissancekunst mißt. … Seine Empfindung ist derb aber niemals unecht. Seine Technik ohne Delikatesse, aber auch ohne Aufdringlichkeit. Wenn wir trotzdem zwar erfreuliche, aber keine eigentlich bedeutenden Werke von seiner Hand besitzen, so liegt der Grund wohl weniger in der mangelnden Begabung als in einer etwas schnellfertigen Art des Meisters. Zu einer Vertiefung in seine Aufgaben kam er nicht: auch seine Auftraggeber hatten wohl für die Qualitäten der Reife und Ausgeglichenheit eines Kunstwerks wenig Verständnis.“

### Leben und Werk
- Theodor Demmler: Die Grabdenkmäler des württembergischen Fürstenhauses und ihre Meister im XVI. Jahrhundert. Heitz, Straßburg 1910, Digitalisat.
- Alfred Klemm: Württembergische Baumeister und Bildhauer bis ums Jahr 1750. In: Württembergische Vierteljahrshefte für Landesgeschichte, Band 5, 1882, S. 1–223, hier: S. 147–149, pdf.
- Moriz von Rauch: Zur Geschichte des Bildhauers Sem Schlör. In: Württembergische Vierteljahrshefte für Landesgeschichte, Band 16, 1907, S. 412–421, pdf.
- August Wintterlin: Die Grabdenkmale Herzog Christophs, seines Sohnes Eberhard und seiner Gemahlin Anna Maria in der Stiftskirche zu Tübingen. In: Festschrift zur vierten Säcular-Feier der Eberhard-Karls-Universität zu Tübingen 1877. Aue Stuttgart 1877, S. 17–52, hier: S. 41, Anm. 3., Digitalisat.
- August Wintterlin: Schlör, Simon. In: Allgemeine Deutsche Biographie (ADB). Band 31, Duncker & Humblot, Leipzig 1890, S. 530 f.

### Einzelne Werke
- Klaus Thiele: Die Steinreliefs Sem Schlörs in der Stuttgarter Schlosskirche. In: Schwäbische Heimat. Bd. 60 (2009), Nr. 4, S. 402–416 (https://doi.org/10.53458/sh.v60i4.3242).
- Andreas Keller: Schloßkirche – Ehemaliger Altar mit den 12 Steinreliefs von Sem Schlör. Andreas Keller Fotografie, Altdorf 2016, online.
- Andreas Keller: Neuhausen a.d.F. – Friedhof – Alte Aussegnungshalle. Andreas Keller Fotografie, Altdorf 2016, online.
- Andreas Keller: Schloßkirche, Innen (5) – Altar. Andreas Keller Fotografie, Altdorf 2016, online.